# ديدوني (الريف الغربي)
ديدوني (بالفارسية: دی دونی) هي منطقة سكنية تقع في إيران في قسم الريف الغربي الريفي. يقدر عدد سكانها بـ 208 نسمة .